# عمرة بنت عبد الرحمن
عَمْرة بنت عبد الرَّحمن الأنصارية (29 هـ - 106 هـ) تابعية مدنية، وواحدة من رواة الحديث النبوي.

## سيرتها
ولدت عَمْرة بنت عبد الرحمن بن سعد بن زُرارة بن عدس النجَّارية الأنصارية سنة 29 هـ في المدينة المنورة، ولجدها سعد بن زُرارة صُحبة، وهو أخو الصحابي أسعد بن زرارة أحد نُقباء الأنصار، أما أمها فهي سالمة بنت حكيم بن هاشم بن قوالة. نشأت عمرة وأخواتها في حجر أم المؤمنين عائشة بنت أبي بكر، وسمعت منها الحديث النبوي، وتفقّهت على يديها، حتى أصبحت ممن يُطلبون لأخذ حديث عائشة، حتى أن الخليفة الأموي عمر بن عبد العزيز حينما قرر أن يجمع الحديث ويُدوّنه أمر قاضي المدينة وقتها ابن أختها أبي بكر بن حزم قائلاً: «انظر ما كان من حديث رسول الله ﷺ، أو سُنَّة مَاضِيَةٍ أو حديث عمرة، فاكتبه. فإني خشيت دُرُوسَ العلم، وذهاب أهله».
تزوجت عبد الرحمن بن عبد الله بن حارثة بن النعمان النجاري الأنصاري، وأنجبت منه ولدها أبي الرجال محمد بن عبد الرحمن الأنصاري، وهو أيضًا من الثقات في رواية الحديث النبوي.

## روايتها للحديث النبوي
- روت عن: عائشة بنت أبي بكر وأم سلمة[4] ورافع بن خديج وأختها لأمها أم هشام بنت حارثة بن النعمان[3] وعبيد بن رفاعة بن رافع الزرقي ومروان بن الحكم وحبيبة بنت سهل وحمنة بنت جحش.[2]
- روى عنها: ابن شهاب الزهري وحفيد أختها عبد الله بن أبي بكر بن محمد بن عمرو بن حزم ويحيى بن سعيد الأنصاري[4] وابنها أبو الرجال محمد بن عبد الرحمن الأنصاري وولداه حارثة بن أبي الرجال ومالك بن أبي الرجال وابن أختها القاضي أبو بكر بن محمد بن عمرو بن حزم وابنه محمد بن أبي بكر[3] ورزيق بن حكيم وسعد بن سعيد الأنصاري وسليمان بن يسار وعبد ربه بن سعيد الأنصاري وعروة بن الزبير وعمرو بن دينار وابن أخيها يحيى بن عبد الله بن عبد الرحمن الأنصاري ورائطة المزنية وفاطمة بنت المنذر بن الزبير.[2]
- الجرح والتعديل: قال عنها الذهبي: «كانت عالمة، فقيهة، حُجّة، كثيرة العلم»، وحين أوصى القاسم بن محمد بن أبي بكر الزُهري قال له: «يا غلام، أراك تحرص على طلب العلم، أفلا أدلك على وعائه؟»، فقال: «بلى»، فقال: «عليك بعمرة؛ فإنها كانت في حجر عائشة»، فقال الزهري: «فأتيتها فوجدتها بحرًا لا ينزف»،[3] وقال علي بن المديني: «عمرة أحد الثقات العلماء بعائشة، الأثبات فيها»، وقد وثّقها يحيى بن معين والعجلي، وذكرها ابن حبان في كتاب «الثقات»، كما روى لها الجماعة.[2]

## وفاتها
اختُلف في سنة وفاة عمرة، فقيل توفيت سنة 98 هـ، وقيل سنة 106 هـ، وعمرها يومئذ 77 سنة.